# Echeveria microcalyx
Echeveria microcalyx là một loài thực vật có hoa trong họ Crassulaceae. Loài này được Britton & Rose miêu tả khoa học đầu tiên năm 1911.